# Bataille d'Asseiceira
Pour les articles homonymes, voir Asseiceira.
Guerre civile portugaise
Batailles
- Coruche
- Vila da Praia (navale)
- Porto
- Ponte Ferreira
- Souto Redondo
- Cap Saint-Vincent (navale)
- Alcácer do Sal
- Pernes
- Almoster
- Sant’Ana
- Asseiceira

La bataille d'Asseiceira est un épisode de la guerre civile portugaise qui oppose les partisans du libéralisme et les partisans de l'absolutisme. Elle se déroule près de Tomar, le 16 mai 1834. Les troupes Libérales sont commandées par le Duc de Terceira, alors que le colonel Luís Vaz Pereira Pinto Guedes commande les troupes Miguelistes.
L'armée de Michel Ier se retire vers l'est face à l'avancée des forces du Prince-régent Pierre de Portugal et campe dans une position forte sur les hauteurs d'Asseiceira, à environ six kilomètres de Tomar. Le général Libéral, António Severim de Noronha, attaque leur position en trois colonnes commandées par les colonels Queirós, Nepomuceno et Sebastião Casimiro de Vasconcelos.
Les forces Miguelistes tentent de les repousser avec des bombardements d'artillerie ainsi que des charges de cavalerie mais les forces Libérales persévèrent dans leurs offensives avec finalement une charge de cavalerie emportant les hauteurs. La lutte est très sanglante et les Libéraux font 1 400 prisonniers . Le roi rassemble ses forces à Évora  mais, ses officiers n'étant plus disposés à risquer une nouvelle bataille après deux ans de guerre, il est alors incité à rechercher les conditions d'une capitulation.
Cette bataille met donc fin au règne absolutiste de Michel Ier de Portugal et l'oblige à signer les accords d'Evora-Monte avant de prendre le chemin de l'exil.